# Hemibrycon huambonicus
Hemibrycon huambonicus är en fiskart som först beskrevs av Franz Steindachner 1882.  Hemibrycon huambonicus ingår i släktet Hemibrycon och familjen Characidae. Inga underarter finns listade i Catalogue of Life.